# 수요의 가격 탄력성
수요의 가격 탄력성(영어: Price Elasticity of Demand, PED)은 각 요인들의 변화가 수요량이 얼마나 민감하게 반응하게 되는 지를 나타낸 것이다. 만약 1%의 가격 상승이 3%의 수요 감소를 일으켰다면 3의 가격 탄력성을 가지게 된다고 본다. 이때 가격 탄력성이 1보다 크면 탄력적이라고 보고, 1보다 작으면 비탄력적으로 본다.

## 정의
가격의 변화에 따른 수요의 변화는 수요의 가격 탄력성이다. 이는 수요의 백분율의 변화에 대한 가격의 변화의 비이다. 어느 한 상품에 대한 수요의 가격 탄력성의 공식은 다음과 같다:
{\displaystyle E_{\langle p\rangle }={\frac {\Delta Q/Q}{\Delta P/P}}}
{\displaystyle P}는 상품의 가격, {\displaystyle \Delta P}는 가격의 변화량,  {\displaystyle Q}는 수요량, 그리고 {\displaystyle \Delta Q}는 수요량의 변화량을 의미한다. 가격의 백분율의 변화에 따른 상품의 수요량의 백분율 변화를 의미하기도 한다. 만약 가격이 100달러에서 5달러가 상승하여 수요량이 200톤에서 20톤이 감소할 경우, 수요량은 10%가 감소하고 가격은 5%가 인상하였으므로 수요의 가격 탄력성은 (-10%)/(+5%) = -2이다.
수요의 가격 탄력성은 "수요의 법칙 (Law of demand)"에 따라 일반적으로 음수 값을 갖는다. 베블런재와 기펜재는 탄력성이 0을 초과하는 (가격이 높을 경우에 소비자가 구매를 원하는 경우) 특수한 경우가 있다. 대부분의 상품에서 수요의 가격 탄력성은 (상품에 따라 양수와 음수 값을 가지는 다른 탄력성과 달리) 음수 값을 가지게 되므로, 경제학자들은 음수 부호를 생략하여 PED를 양수 값으로 (예: 절대값) 취급하기도 한다. 만약 "요트는 탄력성이 2이다" 라고 말하면 가격 탄력성은 -2를 의미한다. 이는 학생들이 흔히 혼동하는 원인 중 하나다.

## 참고 자료
- 이준구 (2008년 7월 20일). 《미시경제학》. 법문사.

## 같이 보기
- 탄력성
- 수요의 소득 탄력성
- 공급의 가격 탄력성